# Antonio Calloni
Antonio Calloni, nome completo Egizio Antônio Calloni (San Paolo, 6 dicembre 1961), è un attore, scrittore e poeta brasiliano.

## Biografia
È figlio di italiani. Dopo aver superato l'esame di ammissione, ha frequentato le lezioni del corso di laurea in Scienze Sociali presso l'Università di San Paolo ma ha abbandonato gli studi dopo soli sei mesi. Ha iniziato a recitare nel 1978, facendo teatro alla periferia di San Paolo. Ha lavorato in alcune telenovelas ma soprattutto nel cinema. Attivo anche nel doppiaggio, ha dato voce al gatto Garfield. Ha pubblicato alcune raccolte di poesie.

## Vita privata
È sposato dal 1993 con la giornalista Ilse Rodrigues Garro. La coppia ha un figlio, Pedro Antonio.

## Filmografia parziale

### Cinema
- O Efeito Ilha, regia di Luís Alberto Pereira (1994)
- Esperando Roque, regia di Luiz Montes (1995)
- 16060, regia di Vinicius Mainardi (1996)
- Outras Estórias, regia di Pedro Bial (1999)
- A Paixão de Jacobina, regia di Fábio Barreto (2002)
- O Caso Morel, regia di Sheila Feital (2006)
- Anjos do sol, regia di Rudi Lagemann (2006)
- O Passageiro - Segredos de Adulto, regia di Flávio R. Tambellini (2006)
- Os Porralokinhas, regia di Lui Farias (2007)
- Dias e Noites, regia di Beto Souza (2008)
- Faroeste Caboclo, regia di René Sampaio (2013)
- Jogo de Xadrez, regia di Luis Antonio Pereira (2014)

### Televisione
- La scelta di Francisca (1999)
- Terra nostra (1999)
- O clone (2001)

## Opere letterarie
- 1999 - Os Infantes de Dezembro
- 2000 - A Ilha de Sagitário
- 2002 - Amanhã Eu Vou Dançar: Novela de Amor
- 2005 - O Sorriso de Serapião e Outras Gargalhadas
- 2008 - Paisagem Vista do Trem
- 2008 - Travessias Singulares
- 2010 - Escrevinhações de Samuel, o Eterno (impressões, fragmentos, tormentos e alguma poesia)
- 2012 - João Maior Do Que Um Cavalo e Maria Menor Do Que Um Burro
- 2014 - 50 Anos Inventados em Dias de Sol (e algumas poesias)